# Geringde roofwants
De geringde roofwants (Rhynocoris annulatus) is een wants uit de familie van de roofwantsen (Reduviidae).

## Uiterlijk
De wants kan 12 tot 15 millimeter lang worden. Het dier lijkt sterk op de rode roofwants, maar heeft veel minder rood.

## Leefwijze
De geringde roofwants eet andere insecten, waaronder honingbijen. De habitat bestaat uit licht bos en bosranden.

## Leefgebied
De soort komt verspreid over het Europa een ook in Siberië voor. De wants is in Nederland en België vrij algemeen. De imago wordt gezien van mei tot juli. De soort overwintert als nimf. 